# Важка атлетика на літніх Олімпійських іграх 2024
Змагання з важкої атлетики на літніх Олімпійських іграх 2024 відбувалися з 7 по 11 серпня 2024 року. Було розіграно 10 комплектів нагород, що у порівнянні із попередніми іграми на чотири менше. Участь брали 120 спортсменів (60 жінок та 60 чоловіків), тоді як на попередніх Олімпійських іграх змагалося 196 спортсменів.

## Кваліфікація
Для важкоатлетів виділено 120 квот, які у рівній кількості будуть розподілені між чоловіками та жінками. У порівнянні з попередніми Олімпійськими іграми кількість учасників зменшиться на 76 спортсменів. Кожен НОК може бути представлений трьома чоловіками та жінками. В кожній ваговій категорії країну може представляти лише один спортсмен.
Квоти будуть розподілятися на основі олімпійського кваліфікаційного рейтингу Міжнародної федерації важкої атлетики. Кваліфікаційний період буде тривати з 1 серпня 2022 року до 28 квітня 2024 року. Ліцензію отримають 10 найкращих важкоатлетів з кожної вагової категорії. Ще десять ліцензій отримають спортсмени, які не пройшли за рейтингом. Розподіл буде враховувати континентальне представництво.
Країна-господарка Франція, отримає гарантоване представництво з двох чоловіків та жінок. 6 ліцензій буде надано спортсменам за рішенням комісії.

## Розклад
| Q | Кваліфікація | Ф | Фінал |

| Дисципліна↓/Дата → | Сер 7 | Сер 7 | Сер 7 | Сер 7 | Чет 8 | Чет 8 | Чет 8 | Чет 8 | П'ят 9 | П'ят 9 | П'ят 9 | П'ят 9 | Суб 10 | Суб 10 | Суб 10 | Суб 10 | Суб 10 | Суб 10 | Нед 11 | Нед 11 |
|                    | О     | О     | В     | В     | О     | О     | В     | В     | О      | О      | В      | В      | Р      | Р      | О      | О      | В      | В      | Р      | Р      |
| ------------------ | ----- | ----- | ----- | ----- | ----- | ----- | ----- | ----- | ------ | ------ | ------ | ------ | ------ | ------ | ------ | ------ | ------ | ------ | ------ | ------ |
| Чоловіки           |       |       |       |       |       |       |       |       |        |        |        |        |        |        |        |        |        |        |        |        |
| До 61 кг           | Q     | Ф     |       |       |       |       |       |       |        |        |        |        |        |        |        |        |        |        |        |        |
| До 73 кг           |       |       |       |       |       |       | Q     | Ф     |        |        |        |        |        |        |        |        |        |        |        |        |
| До 89 кг           |       |       |       |       |       |       |       |       | Q      | Ф      |        |        |        |        |        |        |        |        |        |        |
| До 102 кг          |       |       |       |       |       |       |       |       |        |        |        |        | Q      | Ф      |        |        |        |        |        |        |
| Понад 102 кг       |       |       |       |       |       |       |       |       |        |        |        |        |        |        |        |        | Q      | Ф      |        |        |
| Жінки              |       |       |       |       |       |       |       |       |        |        |        |        |        |        |        |        |        |        |        |        |
| До 49 кг           |       |       | Q     | Ф     |       |       |       |       |        |        |        |        |        |        |        |        |        |        |        |        |
| До 59 кг           |       |       |       |       | Q     | Ф     |       |       |        |        |        |        |        |        |        |        |        |        |        |        |
| До 71 кг           |       |       |       |       |       |       |       |       |        |        | Q      | Ф      |        |        |        |        |        |        |        |        |
| До 81 кг           |       |       |       |       |       |       |       |       |        |        |        |        |        |        | Q      | Ф      |        |        |        |        |
| Понад 81 кг        |       |       |       |       |       |       |       |       |        |        |        |        |        |        |        |        |        |        | Q      | Ф      |

## Медалісти

### Таблиця медалей
*   Країна-господарка (Франція)
| Місце                | NOC                        | Золото | Срібло | Бронза | Загалом |
| -------------------- | -------------------------- | ------ | ------ | ------ | ------- |
| 1                    | Китай                      | 5      | 0      | 0      | 5       |
| 2                    | Болгарія                   | 1      | 0      | 1      | 2       |
| 2                    | США                        | 1      | 0      | 1      | 2       |
| 4                    | Індонезія                  | 1      | 0      | 0      | 1       |
| 4                    | Грузія                     | 1      | 0      | 0      | 1       |
| 4                    | Норвегія                   | 1      | 0      | 0      | 1       |
| 7                    | Тайланд                    | 0      | 2      | 1      | 3       |
| 8                    | Колумбія                   | 0      | 2      | 0      | 2       |
| 9                    | Єгипет                     | 0      | 1      | 0      | 1       |
| 9                    | Вірменія                   | 0      | 1      | 0      | 1       |
| 9                    | Канада                     | 0      | 1      | 0      | 1       |
| 9                    | Південна Корея             | 0      | 1      | 0      | 1       |
| 9                    | Румунія                    | 0      | 1      | 0      | 1       |
| 9                    | Узбекистан                 | 0      | 1      | 0      | 1       |
| 15                   | Еквадор                    | 0      | 0      | 2      | 2       |
| 16                   | Італія                     | 0      | 0      | 1      | 1       |
| 16                   | Бахрейн                    | 0      | 0      | 1      | 1       |
| 16                   | Велика Британія            | 0      | 0      | 1      | 1       |
| 16                   | Китайський Тайбей          | 0      | 0      | 1      | 1       |
| –                    | Допущені нейтральні атлети | 0      | 0      | 1      | 1       |
| Загалом (19 збірних) | Загалом (19 збірних)       | 10     | 10     | 10     | 30      |

### Чоловіки
| Дисципліна              | Золото                        | Золото        | Срібло                       | Срібло | Бронза                                      | Бронза |
| ----------------------- | ----------------------------- | ------------- | ---------------------------- | ------ | ------------------------------------------- | ------ |
| До 61 кг докладніше     | Лі Фабінь · Китай             | 310 кг        | Тхеерапонґ Сілачай · Тайланд | 303 кг | Гемптон Морріс · США                        | 298 кг |
| До 73 кг докладніше     | Різкі Джуніансіях · Індонезія | 354 кг        | Вірафон Вічума · Тайланд     | 346 кг | Божидар Андреєв · Болгарія                  | 344 кг |
| До 89 кг докладніше     | Карлос Насар · Болгарія       | 404 кг WR, OR | Єйсон Лопес · Колумбія       | 390 кг | Антоніо Піццолато · Італія                  | 384 кг |
| До 102 кг докладніше    | Лю Хуаньхуа · Китай           | 406 кг        | Акбар Джураєв · Узбекистан   | 404 кг | Євген Тихонцов · Допущені нейтральні атлети | 402 кг |
| Понад 102 кг докладніше | Лаша Талахадзе · Грузія       | 470 кг        | Вараздат Лалаян · Вірменія   | 467 кг | Гор Мінасян · Бахрейн                       | 461 кг |

### Жінки
| Дисципліна             | Золото                     | Золото    | Срібло                      | Срібло | Бронза                           | Бронза |
| ---------------------- | -------------------------- | --------- | --------------------------- | ------ | -------------------------------- | ------ |
| До 49 кг докладніше    | Хоу Чжихуей · Китай        | 206 кг    | Міхаела Камбей · Румунія    | 205 кг | Суродчана Хамбао · Тайланд       | 200 кг |
| До 59 кг докладніше    | Ло Шифан · Китай           | 241 кг OR | Мод Шаррон · Канада         | 236 кг | Ко Сінчунь · Китайський Тайбей   | 235 кг |
| До 71 кг докладніше    | Олівія Рівз · США          | 262 кг    | Марі Санчес · Колумбія      | 257 кг | Анхі Паласіос · Еквадор          | 256 кг |
| До 81 кг докладніше    | Сольфрід Коанда · Норвегія | 275 кг OR | Сара Ахмед · Єгипет         | 268 кг | Нейсі Дайомес · Еквадор          | 267 кг |
| Понад 81 кг докладніше | Лі Веньвень · Китай        | 309 кг    | Пак Хє Чон · Південна Корея | 299 кг | Емілі Кемпбелл · Велика Британія | 288 кг |